# Maria Wittek
Maria Stanisława Wittek, w opracowaniach również Wittekówna, ps. Mira, Pani Maria (ur. 16 sierpnia 1899 we wsi Trębki, zm. 19 kwietnia 1997 w Warszawie) – generał Wojska Polskiego. Od 1917 roku przynależała do Polskiej Organizacji Wojskowej, od 1921 roku w Ochotniczej Legii Kobiet. W latach 1928–1935 komendantka naczelna Przysposobienia Wojskowego Kobiet. Uczestniczka kampanii wrześniowej w 1939 roku. W latach 1939–1945 dowódczyni Wojskowej Służby Kobiet w Dowództwie Głównym Służby Zwycięstwa Polski, następnie Komendy Głównej Związku Walki Zbrojnej-Armii Krajowej. Więziona w 1949 roku. Współorganizatorka Komisji Historii Kobiet w Walce o Niepodległość przy Towarzystwie Miłośników Historii w Warszawie. W 1991 roku jako pierwsza kobieta w Polsce mianowana generałem brygady.

## Życiorys

### Dzieciństwo i młodość
Urodziła się 16 sierpnia 1899 we wsi Trębki pod Gostyninem. Jej rodzicami byli Stanisław Wittek oraz Stanisława z domu Fawrel (właśc. Favre). Matka pochodziła z rodziny mającej korzenie francuskie. Według wspomnień Wittek, ojciec początkowo pracował jako nauczyciel we Francji, a następnie leśnik w Królestwie Polskim. Maria Wittek miała młodsze rodzeństwo: siostry Irenę i Zofię oraz brata Stanisława Zygmunta. Wychowywana była w głęboko religijnej rodzinie katolickiej.
Po 1905 roku, kiedy jej ojciec był zagrożony aresztowaniem, wraz z rodziną przeniosła się na tereny obecnej Ukrainy, najpierw do Winnicy, a następnie przeprowadzili się do przedmieść Kijowa. Od 1911 roku uczyła się w gimnazjum św. Katarzyny w Winnicy. Na przełomie 1911 i 1912 roku uczestniczyła w pracach konspiracyjnych kółka samokształceniowego. W 1917 roku zdała rosyjską maturę.
Od 1911 roku uczestniczyła w działalności niepodległościowej młodzieży. Po zdaniu rosyjskiej matury w 1917 roku rozpoczęła naukę w polskiej Szkole Zrzeszenia Rodziców i Nauczycieli, powołanej dzięki profesorom Uniwersytetu Warszawskiego, ewakuowanym z Warszawy do Kijowa. W 1918 roku zdała maturę i rozpoczęła studia matematyczne na Uniwersytecie im. św. Włodzimierza w Kijowie (jako pierwsza studentka-kobieta na tym wydziale). Studia przerwała rok później
Podczas I wojny światowej, w 1917 roku zetknęła się z Polską Organizacją Wojskową (POW), z którą nieformalnie współpracowała. Do POW została zaprzysiężona w marcu 1918 roku. W POW ukończyła szkołę podoficerską i kurs wywiadowczy. Dowódcą POW był płk Leopold Lis-Kula. Lis-Kula i Wittek poznali się osobiście w 1918 roku. W POW Wittek pełniła rolę wywiadowczyni Komendy Naczelnej III Kijów. W lipcu władze bolszewickie rozbiły Komendę Naczelną. Wittek odmówiła przybycia na zebranie Komendy POW, odbywającej się wbrew zasadom konspiracji, i to sprawiło, że uszła z życiem. W następnych miesiącach była poszukiwana przez Czeka. W tym okresie pełniła funkcję kierowniczki Wywiadu Wojskowego Komendy Naczelnej. Wyjechała do Polski. Wstąpiła do Wojska Polskiego.
W maju 1918 roku, po bitwie pod Kaniowem Maria Wittek nawiązała kontakt z Janem Mazurkiewiczem ps. „Zagłoba” – przyszłym zastępcą szefa Kedywu Augusta Emila Fieldorfa ps. „Nil”. W tym samym roku nadano jej stopień porucznika. W lipcu 1919 roku Mazurkiewicz został komendantem POW w KN III Kijów. Znajomość pomiędzy Wittek a Mazurkiewiczem trwała do 1981 roku.
W 1919 roku Wittek wzięła udział w bitwie o Lwów, podczas wojny polsko-ukraińskiej. Podczas tej bitwy śmiertelnie ranny został płk Leopold Lis-Kula. Według niepotwierdzonych plotek, Wittek i Lis-Kula byli w sobie zakochani. Po śmierci Lisa-Kuli Wittek miała pozostać wierna swojej pierwszej miłości i nigdy nie wyszła za mąż.

### Pierwsze lata niepodległej Polski
26 czerwca 1920 roku na wniosek szefa Biura Wywiadowczego Oddziału II Informacyjnego ND WP ppłk. Ignacego Matuszewskiego Maria Wittek została powołana do powstałej Ochotniczej Legii Kobiet.
W sierpniu 1920 roku brała udział w obronie Lwowa podczas wojny polsko-bolszewickiej. Od września 1920 roku służyła we Lwowie jako szef sekcji ofensywy II Oddziału Dowództwa 6 Armii. Funkcję tę sprawowała do 15 marca 1921 roku. Jej dowódcą był generał dywizji Stanisław Haller.
W połowie 1920 roku odkomenderowano ją do II Oddziału Dowództwa 3 Armii, którego siedziba mieściła się w Lublinie. Stamtąd Wittek organizowała placówki wywiadowcze na obszarze Rosyjskiej Federacyjnej Socjalistycznej Republiki Radzieckiej. W tym czasie gen. dyw. Stanisław Haller wystąpił z wnioskiem o odznaczenie Wittek Orderem Wojskowym Virtuti Militari klasy V za umiejętności prowadzenia wywiadu podczas bitwy o Lwów. Order został wręczony na mocy dekretu z dnia 4 października 1922 roku.
1 grudnia 1921 roku Wittek wróciła do OLK, krótko przed rozwiązaniem organizacji. Wittek uczestniczyła w zjeździe kadry kierowniczej, który odbył się w połowie grudnia 1921 roku w Poznaniu. Tematem dyskusji na zjeździe była dalsza działalność organizacji i jej ewentualna reorganizacja. Wittek sprzeciwiała się decyzji dowództwa OLK, godzącej się z rozwiązaniem organizacji, zaproponowała podjęcie prób w celu wstrzymania decyzji władz wojskowych o rozwiązaniu OLK oraz postulowała potrzebę doskonalenia zawodowego kobiet, mających stopień oficerski. Ostatecznie OLK zostało rozwiązane dnia 1 lutego 1922 roku.
Po rozwiązaniu OLK Maria Wittek wraz z Haliną Kowalską-Piwońską, Ireną Kowalską-Tomalakową i Marią Podhorską-Moldenhawerową przedstawiła memoriał o konieczności szkolenia rezerw kobiecych do służb pomocniczych. Tekst ten został przedstawiony Ministrowi Spraw Wojskowych i Szefowi Sztabu Generalnego. Projekt przyjęto. Za bezpośrednią zgodą marszałka Józefa Piłsudskiego Wittek, Kowalska-Piwońska i Podhorska-Moldenhawerowa zostały przyjęte na doszkolenie oficerskie w Centralnej Szkole Wojsk Łączności w Zegrzu oraz w Warszawskiej Szkole Podchorążych Piechoty. Kurs zakończył się 2 lipca 1922 roku. Za ukończenie kursu Wittek otrzymała Odznakę Honorową Szkoły Podchorążych Piechoty. Według zachowanych dokumentów, dostępnych w Instytucie Pamięci Narodowej, Wittek zajęła 97 miejsce na 129 uczestników kursu. W opinii zaznaczono, że wyróżnia się wysokim poczuciem godności, szybkością uczenia się, ideowością oraz lojalnością, ale również jest osobą średnio koleżeńską, skrytą i nadmiernie pewną siebie. Po odbyciu kursu Maria Wittek wraz z towarzyszkami oddelegowano do Wydziału Przysposobienia Rezerw w Oddziale III Sztabu Generalnego, gdzie powołano do życia Referat Przysposobienia Wojskowego Kobiet.
Na mocy dekretu z 4 października 1922 roku po raz pierwszy została odznaczona Srebrnym Krzyżem Orderu Virtuti Militari. Gen. Haller wnioskował o przyznanie Wittek orderu wojskowego Virturi Militari V klasy, za podejmowanie słusznych decyzji, umiejętność prowadzenia wywiadowców, znajomość terenu.
W 1925 roku wznowiła studia matematyczne na Uniwersytecie Warszawskim, gdzie uzyskała absolutorium.

### Przysposobienie Wojskowe Kobiet

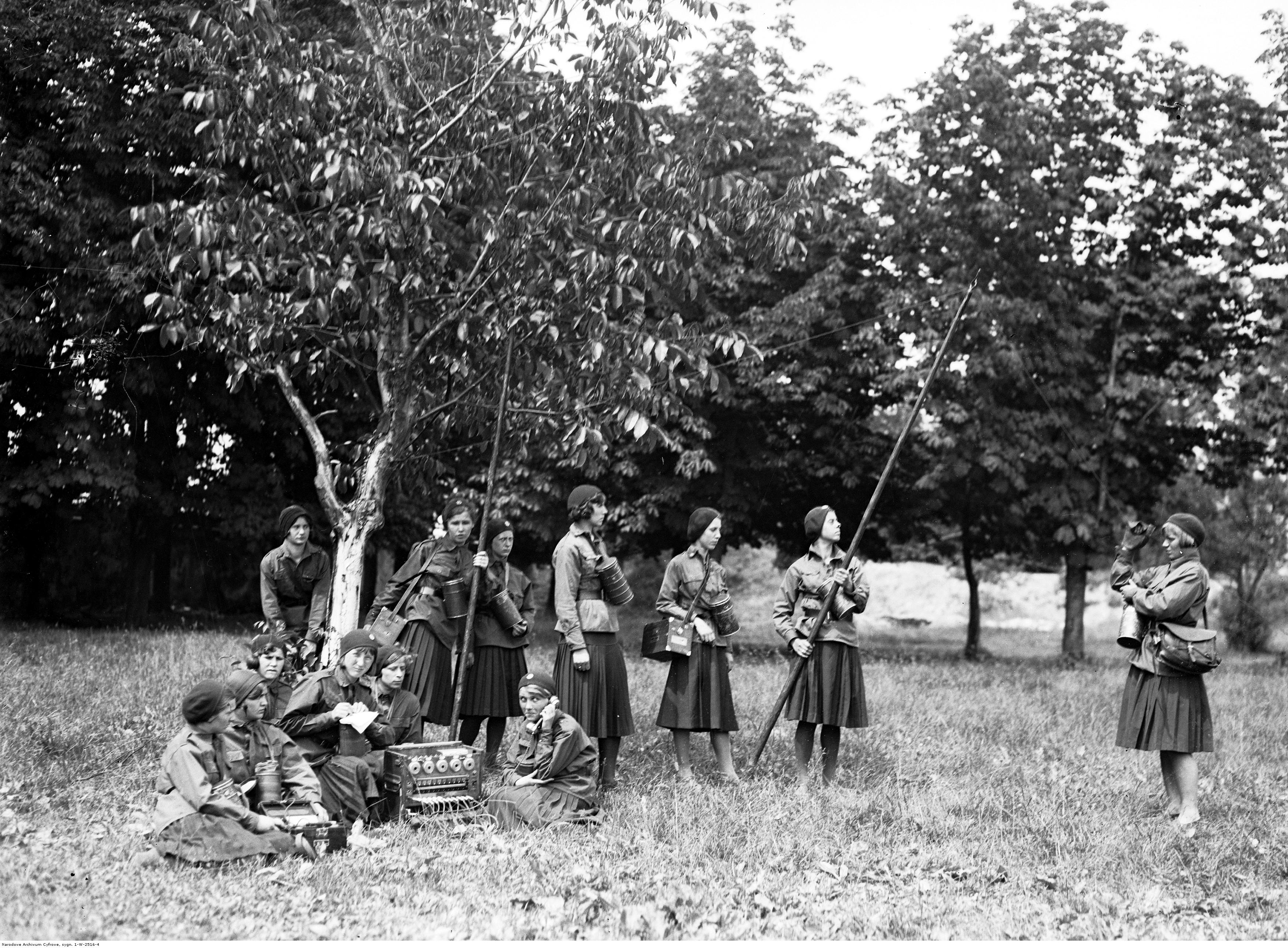
Członkinie PWK podczas ćwiczeń z łącznicą polową. Istebna, rok 1932

W 1922 roku Wittek stanęła na czele Przysposobienia Rezerw Kobiecych (PRK) w Wydziale Przysposobienia Rezerw w III Oddziale Sztabu Generalnego Wojska Polskiego. Od lata 1922 roku PRK organizowała obozy szkoleniowe dla kobiet. Pierwsze z nich odbyły się w Turkowicach oraz w Gdyni. W październiku 1922 roku powołano Komitet Społeczny Przysposobienia Kobiet do Obrony Kraju, będący federacją kobiecych stowarzyszeń, chcących odbyć szkolenie wojskowe. Przewodniczącą Komitetu była Konstancja Łubieńska. Maria Wittek została jej zastępczynią.
W 1923 roku Oddział III Sztabu Generalnego zatwierdził zasadnicze wytyczne dla Przysposobienia Wojskowego Kobiet – paramilitarnej organizacji kobiecej, powstałej po połączeniu większości organizacji wojskowych dla kobiet działających w niepodległej Polsce. Maria Wittek znalazła się w jej strukturach jako wiceprzewodnicząca Związku Strzeleckiego oraz instruktorka obozów szkoleniowych. W 1924 roku przeprowadziła szkolenie w Delatynie, w którym wzięło udział 77 kobiet, dwa lata później prowadziła kurs w Jeziorach pod Grodnem. Ponadto stanęła na czele powołanego dnia 23 marca 1924 roku Klubu Starszych Instruktorek. Klub odpowiadał za organizację i prowadzenie prac związanym z przysposobieniem wojskowym kobiet aż do założenia Organizacji Przysposobienia Kobiet do Obrony Kraju w 1928 roku.
Komitet Społeczny Przysposobienia Kobiet do Obrony Kraju został rozwiązany latem 1924 roku przez Ministerstwo Spraw Wojskowych. 31 sierpnia 1924 Maria Wittek została zwolniona z czynnej służby wojskowej. Jako cywil kontynuowała prowadzenie ochotniczych hufców PWK (podlegających od 1 grudnia 1925 roku Ministerstwu Wyznań Religijnych i Oświecenia Publicznego), które zaczęto zakładać w najstarszych klasach żeńskich szkół średnich, zawodowych, gimnazjów, seminariów oraz w wyższych uczelniach.
Na początku 1927 roku Ministerstwo Spraw Wojskowych podjęło decyzję o powołaniu Państwowego Urzędu Wychowania Fizycznego i Przysposobienia Wojskowego (PUWFiPW). Maria Wittek została zatrudniona jako referentka w Wydziale Ogólnoorganizacyjnym PUWFiPW. Na jej wniosek w PUWFiPW powstały komórki PWK: do spraw wychowania fizycznego kobiet oraz przysposobienia wojskowego kobiet. Wittek stanęła na czele drugiej komórki.
Po zamachu majowym z 1926 roku doszło do kryzysu w Komitecie Społecznym Przysposobienia Kobiet do Obrony Kraju. Część organizacji wchodzących w skład komitetu odeszło z jej struktur z przyczyn politycznych, inne zrezygnowały ze względu na prowadzenie i finansowanie przez Komitet obozów dla kobiet, co było sprzeczne ze statutem, w którym zapisano, że Komitet jest wyłącznie koordynatorem działalności szkoleniowej. W celu rozwiązania kryzysu Wittek zaproponowała, by powołać nową organizację, która zajmie się prowadzeniem kadry instruktorskiej i kobiet niezrzeszonych. 20 marca 1928 roku została zarejestrowana Organizacja Przysposobienia Kobiet do Obrony Kraju (OPKdOK). Komitet Społeczny mógł kontynuować swoją działalność jako organizator obozów. OPKdOK miało za zadanie przygotowywać instruktorki do wojskowej służby pomocniczej na wypadek wojny oraz szkolić je na polu wychowania fizycznego i przysposobienia wojskowego. Komendantką OPKdOK została przez aklamację Wittek. Pierwsze szkolenia w ramach PWK odbyły się na przełomie 1928 i 1929 roku. W 1939 roku PWK liczyło 130 wyszkolonych instruktorek. Wśród nich znalazła się Elżbieta Zawacka, późniejsza kurierka, cichociemna, generał i bliska współpracowniczka Wittek. W 1939 roku liczba członkiń PWK wynosiła ok. 47 tys..
W 1934 roku czasowo zrezygnowała z funkcji Komendantki Naczelnej OPKdOK. Na stanowisko wróciła 25 marca 1939 roku. Jej kandydatura została jednogłośnie przyjęta podczas Nadzwyczajnego Walnego Zjazdu OPKdOK. Kilka dni przed zjazdem, 19 marca Wittek mianowano Inspektorką PWK, za wybitne zasługi w rozwoju organizacji. 12 kwietnia 1939 roku, jako Naczelna Komendantka PWK, podpisała porozumienie z Organizacją Harcerek. W czerwcu 1939 roku przedstawiła projekt wojennej organizacji i mobilizacji kobiet. Plan zakładał militaryzację Organizacji PWK pod nazwą „Organizacja Wojskowa Kobiet”. Projekt został odrzucony przez ministra spraw wojskowych, gen. Tadeusza Kasprzyckiego.

### II wojna światowa

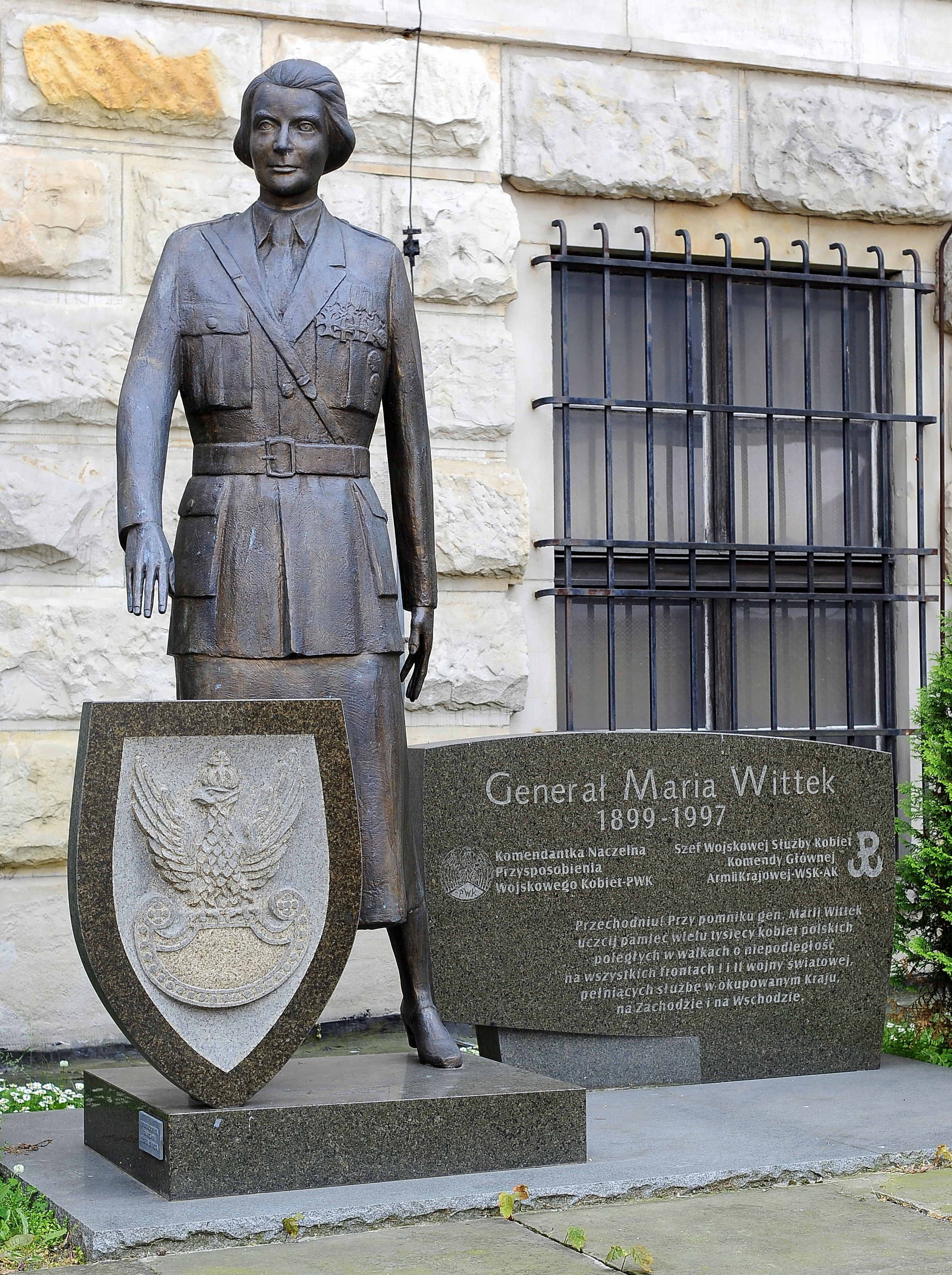
Pomnik gen. Marii Wittek w Muzeum Wojska Polskiego w Warszawie

W czasie wojny obronnej Polski w 1939 roku była komendantką główną Kobiecych Batalionów Pomocniczej Służby Wojskowej. Po ewakuacji PWK wraz z PUWFiPW bezskutecznie domagała się od gen. Tadeusza Kasprzyckiego podpisania rozkazów dotyczących utworzenia kobiecych baonów w działach: zdrowia, opieki nad żołnierzami, łączności, administracji i transportu. Uczestniczyła w obronie Lwowa. Nie mogąc otrzymać podpisów od gen. Kasprzyckiego, Wittek poprosiła Halinę Piwońską o wykonanie zadania i dostarczenie rozkazów do Lwowa. Piwońskiej udało się otrzymać tylko jeden rozkaz, ustanawiający wykonywanie pomocniczej służby kobiet. Jedną z podkomendnych Wittek we Lwowie była Halszka Wasilewska, starsza siostra Wandy, dowodząca batalionem PWK.
Wittek opuściła Lwów krótko przed kapitulacją miasta. 11 października zjawiła się w Warszawie, gdzie następnego dnia zameldowała się u gen. Michała Tokarzewskiego-Karaszewicza i wstąpiła do Służby Zwycięstwa Polski (SZP). Gen. Tokarzewski-Karaszewicz zlecił Wittek utworzenie komórki stabilizacji kobiet w SZP jako żołnierzy pomocniczej służby wojskowej. Komórka miała opierać się na obowiązkach określonych w ustawie o powszechnym obowiązku służby wojskowej z 9 kwietnia 1938 roku.
Zaprzysiężona jako „Pani Maria” utworzyła w Dowództwie Głównym SZP komórkę, noszącą kryptonim „Klinika lalek”, przemianowaną następnie na „Spółdzielnię”, a następnie „Czytelnię”. Komórka ta zajmowała się mobilizacją kobiet do pomocniczej służby wojskowej, tworzyła i koordynowała sieć łączności oraz odtwarzała przedwojenne kontakty PWK, które podczas wojny miały być wykorzystane w celach konspiracyjnych. Rola „Czytelni” nie zmieniła się w listopadzie 1939 roku, po przekształceniu Służby Zwycięstwa Polski w Związek Walki Zbrojnej (ZWZ). W momencie nadania trzeciej nazwy komórki, Wittek zmieniła pseudonim na „Mira”. Do końca 1939 roku dotarła do siedzib wszystkich przedwojennych okręgów PWK. 
W marcu 1940 roku podczas odprawy u gen. Roweckiego Maria Wittek przedstawiła sprawozdanie podsumowujące dotychczasową konspiracyjną służbę Polek. W odpowiedzi gen. Rowecki uznał, że dotychczasowy sposób traktowania służby kobiet jest niewłaściwy. Po odprawie gen. Rowecki wydał rozkaz, by wszystkie organizacyjne komórki kobiece w komendach ZWZ przekształcono w Wojskową Służbę Kobiet. Gen. Rowecki podjął starania u Komendanta Głównego gen. Kazimierza Sosnkowskiego, by ten prawnie usankcjonował powstanie WSK, uregulował sprawę awansu kobiet i charakteru ich służby. 30 października 1941 roku gen. Rowecki wydał rozkaz nr 51, na mocy którego uznano służbę kobiet za służbę wojskową. Rozkaz określał zadania kobiet oraz powołał w okręgach i obwodach referaty Wojskowej Służby Kobiet. 25 lutego 1941 roku gen. Rowecki wydał rozkaz nr 59, który wyszczególniał zadania kobiet żołnierzy. Dekret przyznający kobietom prawo do pełnienia służby zasadniczej w Wojsku Polskim na tych samych prawach co mężczyźni został podpisany 27 października 1943 roku przez Prezydenta Rzeczypospolitej Polskiej Władysława Raczkiewicza. 
Rowecki „Grot” wysoko ocenił pracę „Miry” i zaznaczył, że służba kobiet-żołnierzy jest niedoceniana. Gen. Tokarzewski-Karaszewicz w raporcie z 9 stycznia 1940 roku podkreślił, że kobiety zaangażowane w służbę konspiracyjną angażują się chętnie i wystarczająco.
Do końca wojny kierowała formacjami Polskiego Państwa Podziemnego. Była szefową Wojskowej Służby Kobiet w Komendzie Głównej Związku Walki Zbrojnej, później komendantką Wojskowej Służby Kobiet (WSK) Komendy Głównej Armii Krajowej. Zastępczynią Marii Wittek była kpt. Ewa Grodecka ps. „Magda”, drugą zastępczynią Jadwiga Falkowska ps. „Zdzisława” (od jesieni 1942 roku; po 6 czerwca 1944 roku jej miejsce zajęła kpt. Halina Jabłońska ps. „Danuta”).
Opracowane przez nią wzory organizacyjne stosowano w formowaniu innych kobiecych formacji wojskowych Polskich Sił Zbrojnych na Zachodzie.
W czerwcu 1941 roku Wittek otrzymała od gen. „Grota” Roweckiego przygotowanie rezerw kobiecych w ramach opracowania „Planu powstania powszechnego”. Plan zakładał wkroczenie na okupowane ziemie polskie regularnych wojsk polskich odtworzonych zagranicą i wywołanie zbrojnego powstania przeciwko Niemcom.
Prawdopodobnie po 14 lutego 1942 roku (przemianowaniu ZWZ na Armię Krajową; AK) Wittek przeprowadziła się ze swojego mieszkania przy ul. Czerwonego Krzyża do mieszkania w domu Zgromadzenia Sióstr Urszulanek Serca Jezusa Konającego (SJK) przy ul. Gęstej w Warszawie. W budynku Zgromadzenia Sióstr Urszulanek SJK działała centrala „Czytelni”. Wyprowadziła się stamtąd tuż przed wybuchem powstania warszawskiego. W mieszkaniu w Zgromadzeniu Sióstr Urszulanek SJK zamieszkała ponownie w 1975 roku.
Uczestniczyła w powstaniu warszawskim, walczyła na Śródmieściu. Stolicę opuściła z ludnością cywilną. Po kapitulacji powstania przeniosła się do Częstochowy, gdzie pełniła służbę w Komedzie Głównej AK, aż do jej rozwiązania dnia 19 stycznia 1945 roku. W styczniu (według innego źródła: lutym) 1945 roku wróciła do Warszawy, gdzie współuczestniczyła w powoływaniu organizacji wojskowej NIE.
23 września 1944 roku został wydany przez Tadeusza Komorowskiego ps. „Bór” rozkaz nr 871/I, na mocy którego każda kobieta-żołnierz uzyskała prawo do stopnia wojskowego analogiczne do mężczyzn będących żołnierzami. Rozkaz „Bora” Komorowskiego przekazała Elżbieta Zawacka ps. „Zo”, wówczas będąca zastępcą Emilii Malessy ps. „Marcysia” w dziale Łączności Zagranicznej Oddziału V (dowodzenia i łączności) Komendy Głównej AK „Zagroda”. Na mocy rozkazu nr 871/I Maria Wittek awansowała na stopień majora (według innego źródła: podpułkownika). Rozkazem Dowódcy Armii Krajowej Nr 34/BP z 16 stycznia 1945 roku Wittek wyróżniono drugim orderem Virtuti Militari klasy V za męstwo i odwagę w obliczu nieprzyjaciela podczas konspiracji i w czasie Powstania Warszawskiego.

### Okres powojenny
Po zakończeniu wojny nawiązała kontakty ze swoimi współpracownikami z WSK. Zgłosiła się do reaktywowanego przez władze dnia 31 grudnia 1945 roku Państwowego Urzędu Wychowania Fizycznego i Przysposobienia Wojskowego (PUWFiPW). W marcu 1946 roku została kierowniczką sekcji Przysposobienia Wojskowego Kobiet (PW-2). Zdaniem Wittek, działalność PUWFiPW oraz PW-2 była konieczna, ponieważ wybuch III wojny światowej był tylko kwestią czasu, a praca kobiet w jej trakcie będzie potrzebna.
Początkowo Wittek była zadowolona z rozwoju PUWFiPW. Sekcja kobieca organizacji składała się wyłącznie z przedwojennych instruktorek PWK, w sierpniu 1946 roku zorganizowano pierwszy obóz instruktorski w Garczynie, w którym wzięło udział ok. 600 uczestniczek. Kolejne szkolenia odbywały się w grudniu 1946 roku w styczniu i kwietniu 1947. Nowością były narzucane przez władze wykłady polityczne, odczytywane przez oficerów polityczno-oświatowych. W 1947 roku sekcja kobiet zorganizowała dział obozów pracy społecznej, której celem było zapewnienie pomocy ludności zamieszkującej tereny najbardziej zniszczone podczas wojny. Utworzono ok. 30 obozów, na których pewiaczki zajmowały się opieką nad dziećmi i pomocą w pracach rolniczych. Działalność ta spotkała się z nieufnością ze strony władz komunistycznych. W październiku 1947 roku w sekcji kobiecej pojawiła się kpt. Anna Stebelska. Mianowana zastępczynią Marii Wittek miała za zadanie kontrolować obozy kobiece oraz śledzić Wittek. Wobec zmieniającej się sytuacji politycznej w PUWFiPW rozwiązano na mocy ustawy z 26 lutego 1948 roku. Na jej miejsce powołano dwie nowe organizacje: Powszechną Organizację „Służba Polsce” oraz Komitet Kultury Fizycznej i Sportu. Maria Wittek została kierownikiem „Służby Polsce”.
Na przełomie lat 40. i 50. była inwigilowana przez Urząd Bezpieczeństwa. W 1949 roku (10 marca lub kwietniu) została aresztowana przez Główny Zarząd Informacji. W notatce sporządzonej przez kpt. Zdzisława Michałowskiego odnotowano, że Wittek zatrzymano za doniesienie o utrzymywanie kontaktów z ppłk. Stefanem Myśliwskim. Po czteromiesięcznym pobycie w areszcie przy ul. Rakowieckiej została zwolniona bez wyroku i usunięta z wojska. Rodzina Wittek nie została powiadomiona o jej zatrzymaniu. Po zwolnieniu prowadziła w budynku Polskiego Radia przy ul. Myśliwieckiej w Warszawie kiosk „Ruchu”. W okresie komunistycznym utrzymywała kontakty ze Studium Polski Podziemnej w Londynie.
W 1969 lub 1970 roku zainicjowała powołanie Komisji Historii Kobiet w Walce o Niepodległość (KHK) przy Towarzystwie Miłośników Historii w Warszawie. W 1988 roku KHK wydała Słownik uczestniczek walk o niepodległość Polski 1939–1945. Poległe i zmarłe w okresie okupacji niemieckiej. Słownik obejmuje 4430 haseł-biogramów i 510 krótkich informacji, opublikowanych w aneksie. Nakład wyniósł 30 tys. egzemplarzy. KNK planował wydać II tom słownika, obejmujący biografie kobiet, które przeżyły II wojnę światową. Pomimo wieloletnich prac słownik do dzisiaj się nie ukazał. Z inicjatywy KHK dnia 23 października 1988 roku przy kościele św. Jacka w Warszawie odsłonięto tablicę upamiętniającą pamięć wszystkich kobiet – żołnierzy Wojskowej Służby Kobiet. Odsłonięcia tablicy dokonała Wittek. 

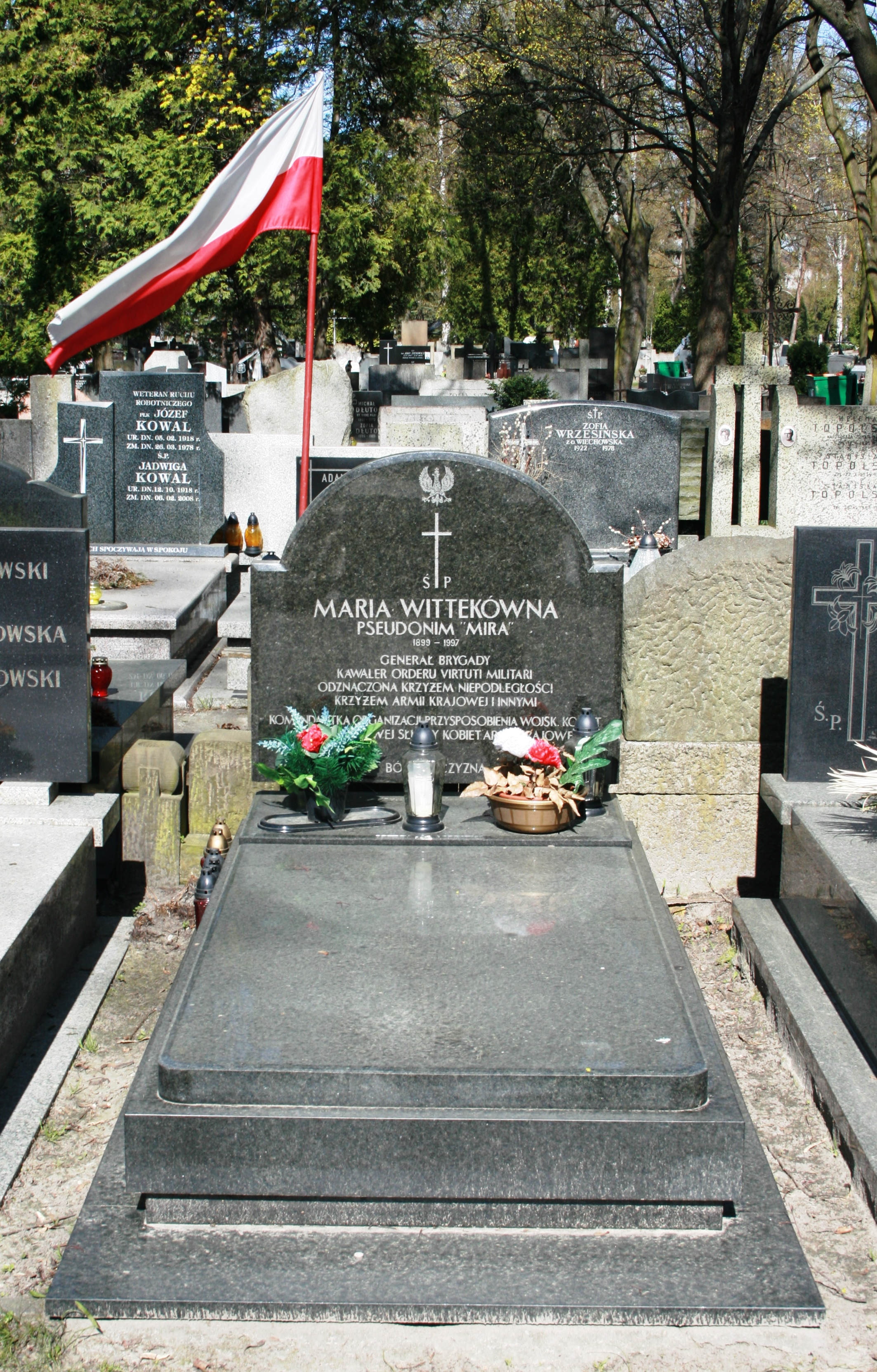
Grób Marii Wittek na Cmentarzu Wojskowym na Powązkach w Warszawie

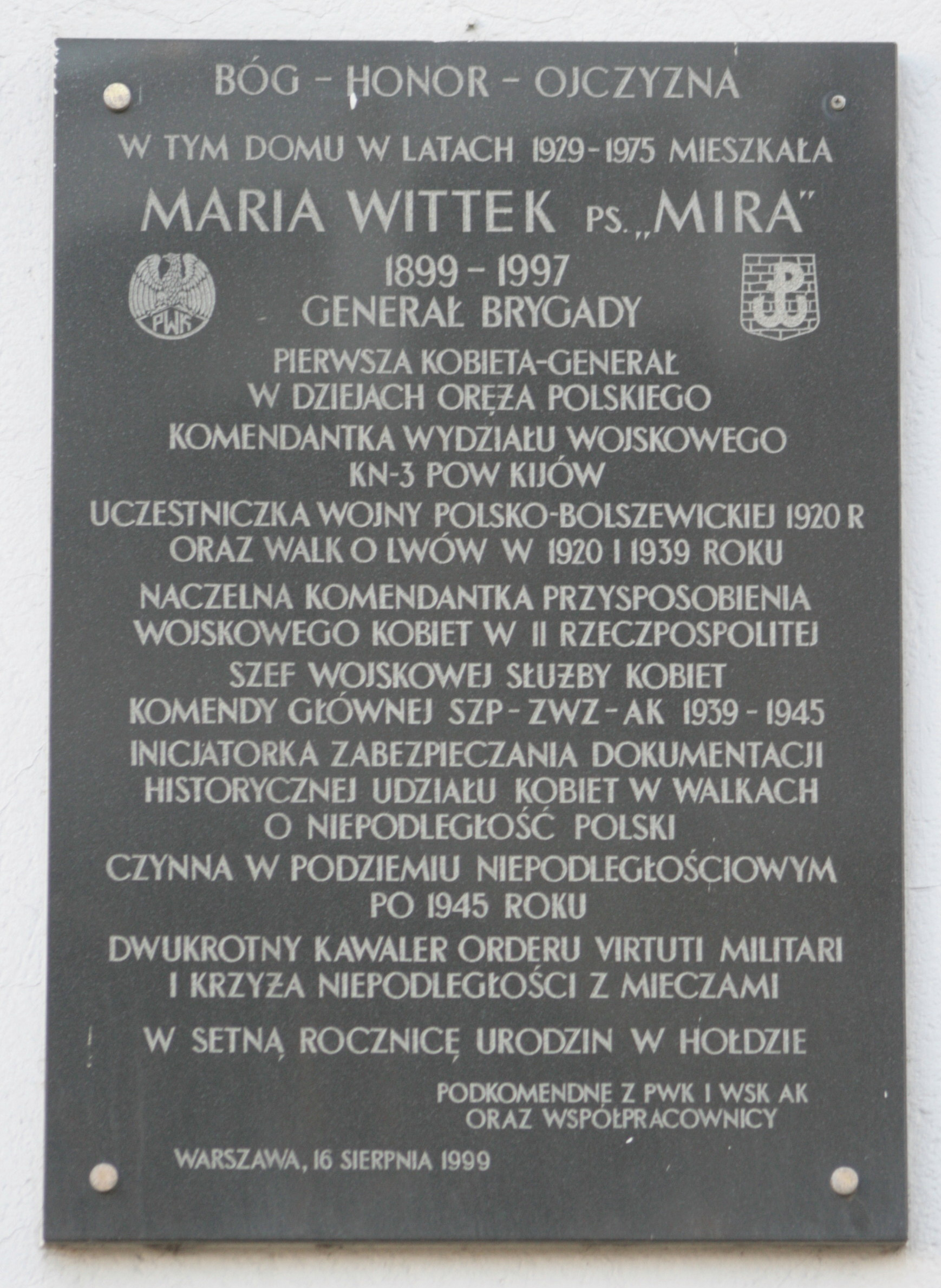
Tablica upamiętniająca Marię Wittek, na domu przy alei 3 Maja 2 w Warszawie, gdzie mieszkała w latach 1929–1975

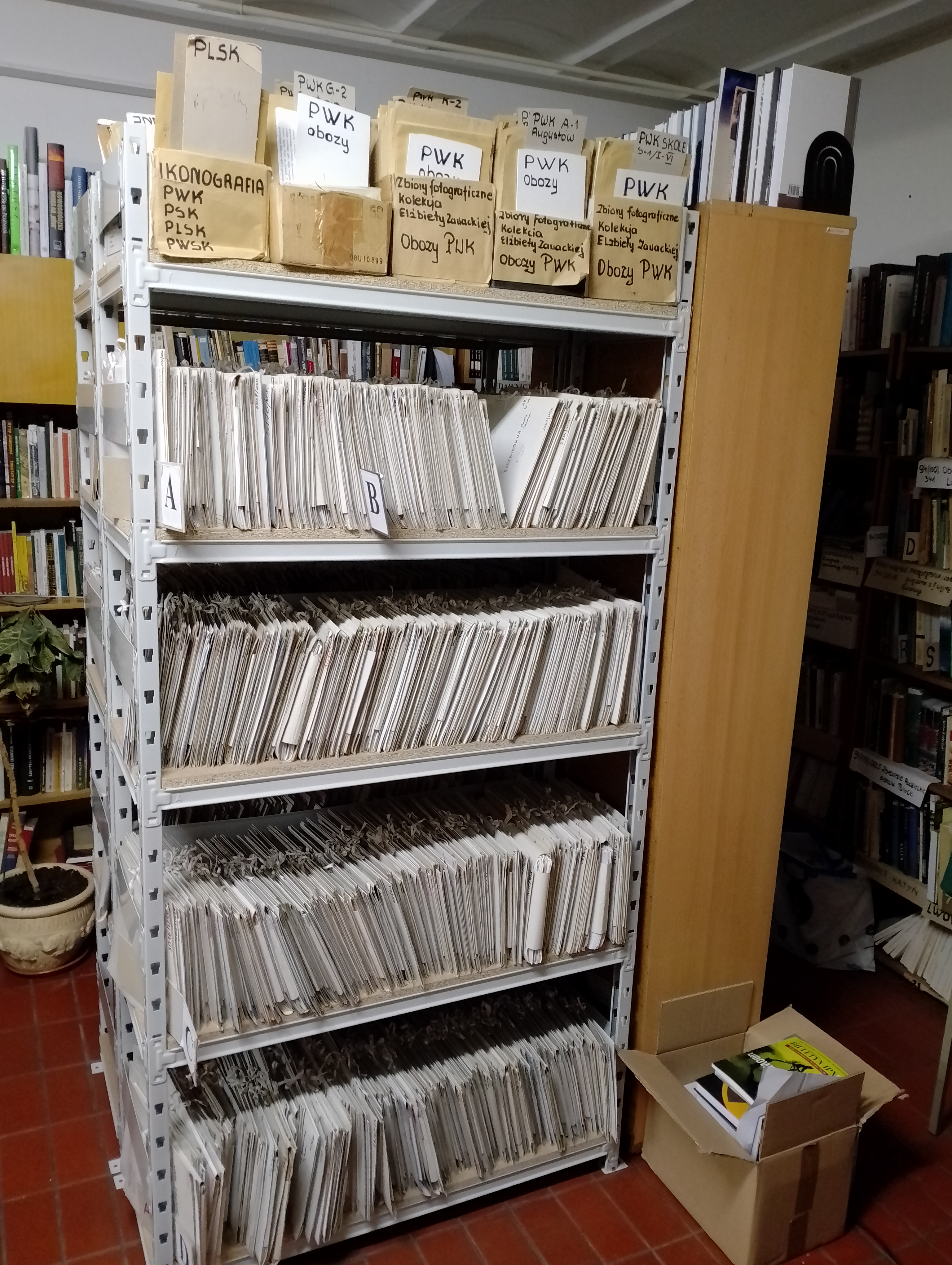
Część relacji zarchiwizowanych przez Fundację Generał Elżbiety Zawackiej, w ramach Memoriału Generał Marii Wittek

W grudniu 1976 roku przystąpiła do Związku Bojowników o Wolność i Demokrację. W 1981 roku zaproszono ją do udziału w Komitecie Honorowym Budowy Pomnika Powstania Warszawskiego 1944. Podczas budowy pomnika doszło do kontrowersji co do nazwy monumentu. Władze komunistyczne opowiadały się za nazwami Pomnik Powstańców lub Bohaterów Powstania, co wzbudzało niezadowolenie wśród m.in. prezydenta Warszawy gen. Mieczysława Dębickiego i autora zwycięskiego projektu Piotra Rzeczkowskiego. W wyniku sporów zawieszono prezydium Komitetu Społecznego, a wspierający go Komitet Honorowy został rozwiązany. Konflikt doprowadził do zerwania (trwającego od 1918 roku) kontaktu pomiędzy Marią Wittek a gen. Janem Mazurkiewiczem, przewodniczącym Zarządu Tymczasowego, opowiadającym się za zmianą nazwy pomnika.
W latach 80. była zaangażowana w działalność Niezależnego Samorządnego Związku Zawodowego „Solidarność” (NSZZ Solidarność”). W czasie stanu wojennego zabezpieczała archiwum NSZZ „Solidarność” Uniwersytetu Warszawskiego. Do dzisiaj nie wiadomo, gdzie dokumenty były przechowywane.
W 1988 roku została członkinią Prymasowskiego Komitetu Obchodów 70-lecia Niepodległości. W maju 1989 roku znalazła się w Komisji, której zadaniem było zorganizowanie pieniędzy na rzecz utworzenia Muzeum i Archiwum Armii Krajowej. W wyniku działań Komisji 20 lutego 1990 roku powołano Fundację „Archiwum i Muzeum Armii Krajowej im. gen Stefana Roweckiego „Grota”. Ponadto w latach 80. współtworzyła Rodzinę Legionowo-Peowiacką oraz Duszpasterstwa Piłsudczyków. W 1989 roku minister obrony narodowej gen. Wojciech Jaruzelski wpisał Wittek do Honorowej Księgi Czynów Żołnierskich.
W 1990 roku po raz ostatni wystąpiła z apelem publicznym. W czasie kampanii prezydenckiej opowiedziała się jako zwolenniczka Lecha Wałęsy.
Na mocy postanowienia prezydenta RP Lecha Wałęsy z 30 kwietnia 1991 roku o numerze W-111-24-91 awansowała na stopień generała brygady. Uroczystość nadania stopnia odbyła się 2 maja 1991 roku. Nominację wręczył minister ds. bezpieczeństwa narodowego Lech Kaczyński oraz towarzyszący mu wiceminister obrony narodowej Bronisław Komorowski i gen. Leon Komornicki.
Pod koniec życia była członkiem Rady Naczelnej Światowego Związku Żołnierzy Armii Krajowej.
Zmarła 19 kwietnia 1997 roku o godz. 16 w Warszawie, w klasztorze ss. Urszulanek przy ul. Wiślanej 2. Została pochowana 24 kwietnia na Cmentarzu Wojskowym na Powązkach, tuż obok kwater żołnierzy Batalionu „Zośka”. Pogrzeb miał charakter wojskowy.

## Ordery i odznaczenia
- Krzyż Srebrny Orderu Wojennego Virtuti Militari (1945)[9]
- Krzyż Srebrny Orderu Wojskowego Virtuti Militari nr 5787 (4 października 1922)[89]
- Krzyż Niepodległości z Mieczami (7 lipca 1931)[90]
- Krzyż Walecznych (1922)[75]
- Złoty Krzyż Zasługi (dwukrotnie: 19 marca 1931[91], 11 listopada 1937[92])
- Warszawski Krzyż Powstańczy[93]
- Srebrny Krzyż Zasługi (1948)[75]
- Krzyż Armii Krajowej[75]
- Krzyż za udział w Wojnie 1918–1921 (1990)[94]

## Upamiętnienia
- Wiersze – w 1925 roku powstał wiersz Pieśń o Marii Wittek, napisany przez Stanisławę Majewską[13]. W 1929 roku powstał wiersz Komendantce (Marii Wittek), napisany przez H. Wójcikiewiczówną, napisany z okazji poświęcenia pierwszego sztandaru PWK dnia 12 maja 1929 roku[95].
- Memoriał Generał Marii Wittek – w dniach 16 i 17 listopada 1996 roku w Toruniu odbył się Zjazd polskich kombatantek II wojny światowej. Podczas zjazdu Fundacja „Archiwum i Muzeum Pomorskie AK oraz Wojskowej Służby Kobiet” (ob. Fundacja Generał Elżbiety Zawackiej) powołała Memoriał Generał Marii Wittek. Głównym zadaniem Memoriału było upamiętnienie wojskowej służby kobiet, działającej w strukturach AK, Armii Ludowej, wojskowych organizacji konspiracyjnych spoza AK oraz Polskich Siłach Zbrojnych na Zachodzie[96]. Zebrane relacje są gromadzone przez Fundację w Archiwum Wojskowej Służby Kobiet. Do 2016 roku w Archiwum zgromadzono 4600 teczek osobowych[97].
- Tablica na domu przy alei 3 Maja 2 w Warszawie – miejsce zamieszkania Wittek w latach 1929–1975; tablicę odsłonięto 16 sierpnia 1999 roku, w setną rocznicę jej urodzin[98].
- Pomnik Marii Wittek – 19 kwietnia 2007, w 10. rocznicę jej śmierci, przy dziedzińcu Muzeum Wojska Polskiego w Warszawie został odsłonięty pomnik autorstwa prof. Jana Bohdana Chmielewskiego ufundowany z własnych środków przez gen. Elżbietę Zawacką[99].
- Aleja w Warszawie – imię alei Generał Marii Wittek nosi od 25 sierpnia 2016 roku dwujezdniowa ulica na warszawskich Bielanach, łącząca Most Marii Skłodowskiej-Curie (tzw. Most Północny) z węzłem przesiadkowym przy stacji metra Młociny[100].
- We wrześniu 2022 roku, z okazji uczczenia Święta Wojsk Lądowych Poczta Polska zaprezentowała kartkę pocztową poświęconą Marii Wittek[82].